# Cellobiose

SNFG-Darstellung von Cellobiose

Cellobiose ist ein natürlich vorkommendes Disaccharid, welches aus zwei β-1,4-glycosidisch verknüpften Glucosemolekülen besteht.

## Eigenschaften und Vorkommen
Als natürlich vorkommend, wurde Cellobiose im Endosperm von Mais (Zea mays), in den Nadeln der Kiefer (Pinus) sowie in Honig nachgewiesen. In verarbeiteten Lebensmitteln konnte Cellobiose als Reversionsprodukt in hydrolysierten Stärkesirupen identifiziert werden.
Ein weiterer Entstehungsweg ist der natürliche Zerfall von Cellulose wie bspw. während des Zersetzungsprozesses von Holz durch in der Natur vorkommende Pilzenzyme. Die meisten Bakterien, Pilze und höheren Lebewesen sind jedoch aufgrund fehlender Enzyme nicht in der Lage, Cellobiose in Glucose-Untereinheiten aufzuspalten; lediglich einige wenige Protozoen und Pilze wie Aspergillus-, Penicillium- und Fusarium-Arten besitzen die notwendigen β-1,4-Glucosidasen (Cellobiasen). Manche holzzersetzenden Pilze wie Ceriporiopsis subvermispora können Cellobiose auch über die Cellobiosedehydrogenase (CDH), ein extrazelluläres Hämoflavoenzym, oxidativ abbauen. Dabei entsteht anstelle der Glucose Gluconsäure.

## Herstellung

### Biotechnologische Produktion
Die biotechnologische Herstellung von Cellobiose kann durch enzymatische Hydrolyse von Cellulose oder mittels enzymatischer Verfahren z. B. aus Saccharose technisch realisiert werden. Letzteres erfolgt unter Anwesenheit von Phosphat, wobei eine Phosphorylierung von Saccharose zu Glucose-1-Phosphat (G-1-P) und Fructose durch Saccharose-Phosphorylase (EC 2.4.1.7) katalysiert wird. Die hergestellte Fructose kann in einer zweiten Reaktion durch Glucose-Isomerase (EC 5.3.1.5) zu Glucose invertiert werden. Das aus der ersten Reaktion vorhandene G-1-P und die in der zweiten Reaktion produzierte Glucose werden in der dritten Reaktion durch Cellobiose-Phosphorylase (EC 2.4.1.20) unter Abgabe von Phosphat zu Cellobiose katalysiert.

Biotechnologische Herstellung von Cellobiose aus Saccharose durch Verwendung von Saccharose-Phosporylase, Glucose-Isomerase und Cellobiose-Phosporylase

In der wässrigen Saccharidlösung liegen neben der Disaccharid-Hauptverbindung Cellobiose die Monosaccharide Glucose und Fructose sowie weitere Rückstände an Phosphat, G-1-P und Salzen vor. Mittels Elektrodialyse wird die Saccharidlösung entsalzt. Durch anschließende Kristallisation, gefolgt von einer physikalischen Separation (bspw. Zentrifugation), kann die Cellobiose aus mehrkomponentigen Saccharidlösungen mit Reinheiten von über 99,5 % gewonnen werden.

### Hydrolyse ohne Enzyme
Cellobiose kann auf chemischen Wege sowohl in sauer, in neutraler, als auch in alkalischer wässriger Lösung in zwei Glucoseeinheiten gespalten werden. Dabei unterscheiden sich die notwendigen Aktivierungsenergien nur geringfügig, die notwendigen Temperaturen dagegen stark. Am leichtesten läuft eine saure Hydrolyse mit Salzsäure, verdünnter Schwefel- oder Phosphorsäure – schon ab 18 °C – ab; für die alkalische Spaltung werden zumindest 60 °C benötigt, für den hydrothermalen Abbau gar 180 °C.
| Hydrolyse-Typ | notwendige Temp. in °C | Aktivierungsenergie in kJ/Mol |
| ------------- | ---------------------- | ----------------------------- |
| sauer         | 18–99,5                | 125,4                         |
| alkalisch     | 60–80                  | ≈ 120                         |
| neutral       | 180–249                | 136                           |
Durch Behandlung von Cellulose mit Essigsäure oder Essigsäureanhydrid entsteht das schwer wasserlösliche Cellobiose-Octaacetat (Essigsäureester).

## Verwendung
Einer Nutzung von Cellulose aus beliebigen pflanzlichen Fasern zur Produktion von Glucose und daraus von brennbaren niederen Alkoholen (wie etwa Butanolen) steht entgegen, dass sehr viele einfach zu gewinnende Cellulasen (meist aus den Schlauchpilzen Trichoderma viride und T. reesei) Cellobiose nicht abbauen können. Daher wird in Testanlagen aus Aspergillus niger gewonnene β-1,4-Glucosidase (Novozym) zugesetzt.

## Nachweis und Bestimmung
Cellobiose kann durch enzymatische Spaltung mit β-Glucosidasen und darauffolgendem papierchromatographischen Nachweis des Spaltprodukts Glucose detektiert werden. Zum eindeutigen Nachweis und zur quantitativen Bestimmung von Cellobiose sind in der instrumentellen Analytik chromatographische Verfahren etabliert. So lässt sich die Cellobiose nach einer Derivatisierung mit bspw. Silylierungsreagenzien in flüchtige Verbindungen überführen, welche sich wiederum mittels der Gaschromatographie in Gegenwart von weiteren Zuckerverbindungen in verschiedenen Matrices zweifelsfrei identifizieren und zuverlässig quantifizieren lassen.

HPAEC-PAD-Chromatogramm einer Saccharidmischung mittels eines NaOH-(0,008-0,2 mol/l)-Gradientenprogramms – Cellobiose eluiert bei einer Retentionszeit von 47,02 min

Darüber hinaus ist das Verfahren der High-Performance Anion-Exchange Chromatography in Verbindung mit einer Pulsed Amperometric Detection (HPAEC-PAD) sehr gut anwendbar, welches bei stark alkalischen Chromatographiebedingungen die Saccharide deprotoniert, sodass diese an einem starken Anionenaustauscher als Stationärphase in Abhängigkeit ihres Molekülbaus unterschiedlich stark retardiert werden. Dabei wird die Cellobiose ohne vorherige Derivatisierungsreaktionen von weiteren anwesenden Mono-, Di- oder sonstigen Oligosacchariden getrennt, sodass eine qualitative sowie quantitative Bestimmung zuverlässig durchgeführt werden kann.
Nasschemisch lässt sich Cellobiose durch Bildung eines roten Farbstoffes bei der Wöhlk-Reaktion, bei Fearon’s Test und beim 1,6-Diaminohexan-Verfahren nachweisen, wobei allerdings andere 1,4-verknüpfte Disaccharide wie z. B. Lactose oder Maltose ausgeschlossen werden müssen, da sie in gleicher Weise reagieren.